# هندسة الكهرباء

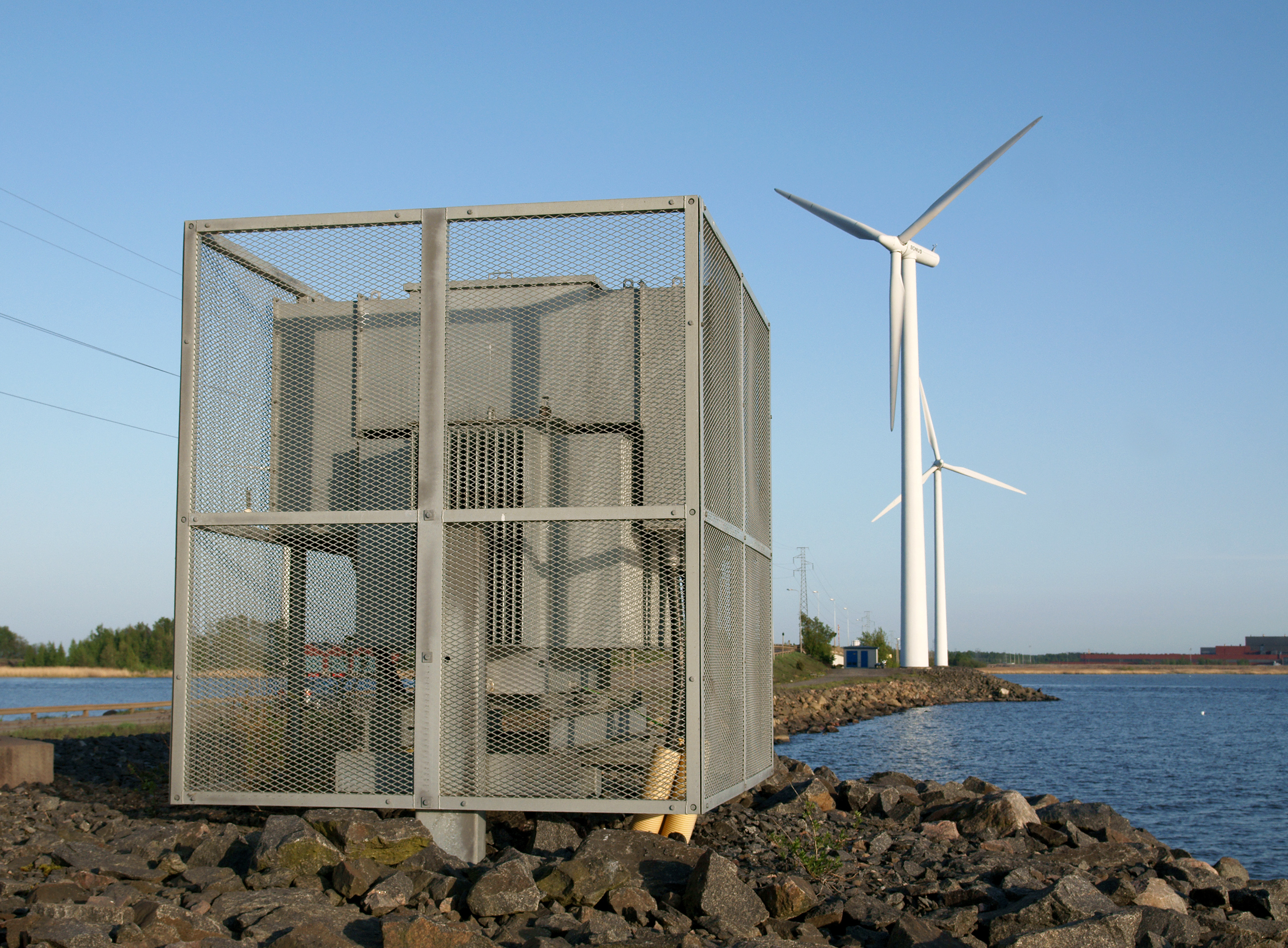
محول محطة طاقة رياح.

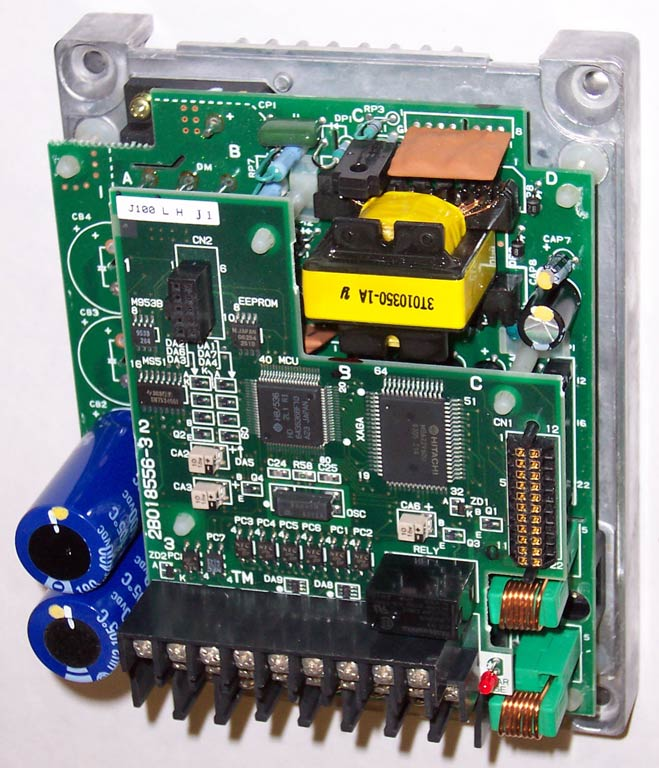
دوائر إلكترونية.

هندسة الكهرباء (بالإنجليزية: Electrical Engineering) هي تخصص يهتم بدراسة وتطبيقات علوم الكهرباء والإلكترونيات والمجالات الكهرومغناطيسية.
أصبح هذا المجال معروفاً في أواخر القرن التاسع عشر وذلك بعد انتشار التلغراف ومحطات إمداد الطاقة. والآن يغطي هذا المجال عدداً من المواضيع الفرعية والتي تتضمن الطاقة والإلكترونيات ونظم التحكم الآلي ومعالجة الإشارات والاتصالات اللاسلكية.
ومن الممكن أن نقول أن هندسة الكهرباء قد تتضمن أيضاً هندسة الإلكترونيات وقد لا تتضمنها. ويمكن التفريق بينهما حيث تهتم هندسة الكهرباء بالأمور المتعلقة بنظم الكهرباء عالية الجهد مثل نقل الطاقة والتحكم في المحركات، بينما تتعامل هندسة الإلكترونيات مع دراسة النظم الإلكترونية ذات المقاييس المنخفضة (تيار منخفض – جهد منخفض)، ويتضمن ذلك علوم الحاسبات والدوائر المتكاملة.
وتتناول الهندسة الكهربائية دراسة وتصميم العديد من النظم الكهربائية والإلكترونية المختلفة، مثل الدوائر الكهربائية والمولدات، المحركات، المحولات، مولد القدرة غير المنقطعة UPS، المواد المغناطيسية وغيرها من الأجهزة الكهرومغناطيسية والكهروميكانيكية.

## تاريخ وأعلام الهندسة الكهربائية

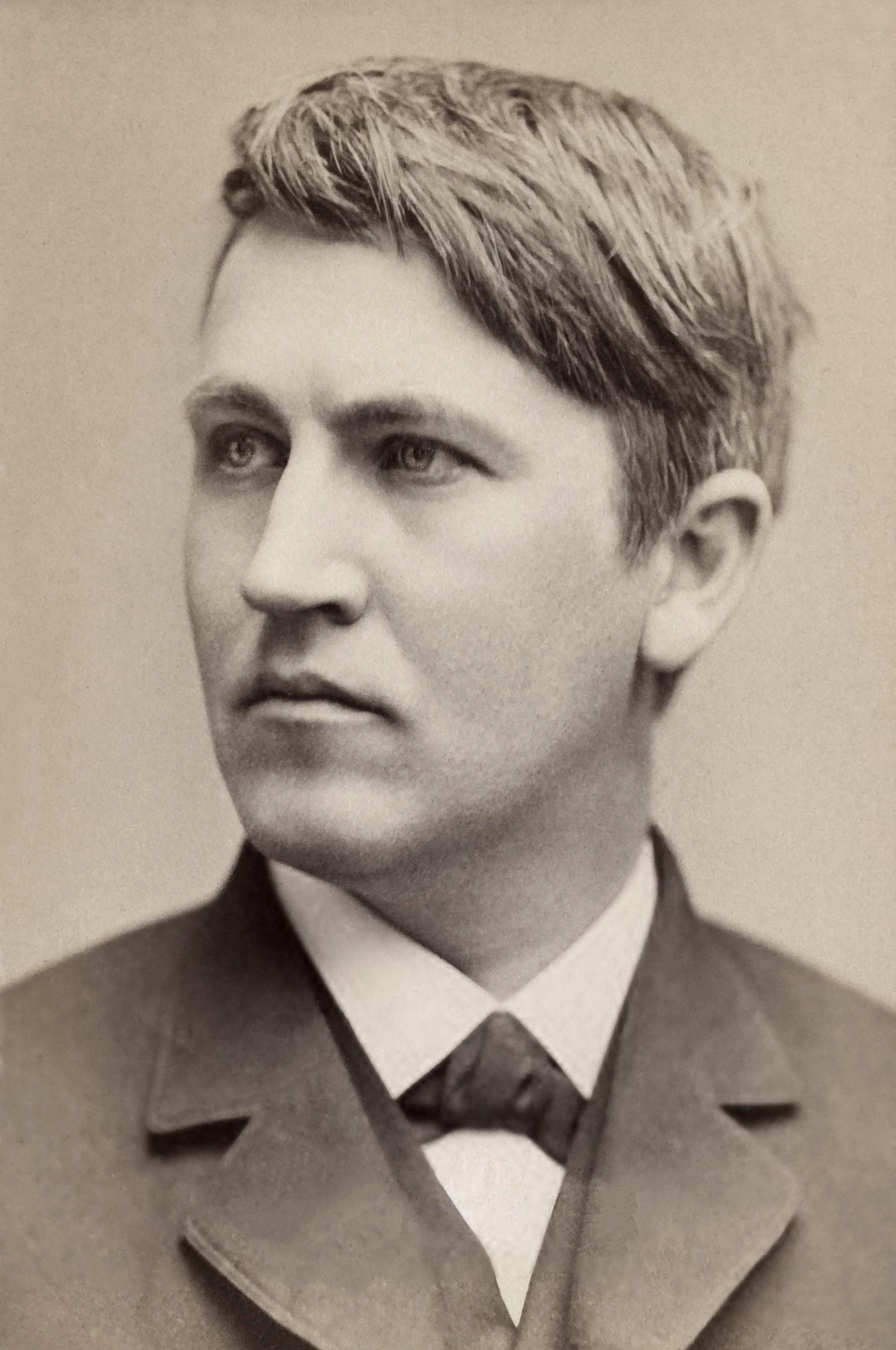
عرض الصورة بك

ظهر الاهتمام العلمي بالكهرباء منذ بدايات القرن السابع عشر على الأقل. فيعتقد أن أول مهندس كهرباء هو وليام جلبرت الذي صمم آلة لاكتشاف الأجسام ذات الشحنات الكهربائية الساكنة. وهو من فرَّق بين المغناطيسية والكهربائية الساكنة، كما يعتقد بأنه أول من أنشأ مصطلح الكهرباء.
وفي بادئ الأمر كانت كل الاكتشافات والاختراعات تتعلق بالشحنة. وبدأ فصل الهندسة الكهربائية عن الفيزياء في زمن توماس اديسون وفيرنر فون سيمنس. وفي عام 1752 اخترع بينيامين فرانكلين موصلة الصواعق ونشر بين 1751 و1753 نتائج تجاربه تحت عنوان «تجارب ومشاهدات عن الكهرباء» (Experiments and Observations on Electricity). في العام 1800 قام ألساندرو فولتا ببناء بطاريته الأولى المسماة «عمود فولتا» بعد اعجابه بتجربة اجراها لويجي جالفاني عام 1792. في العام 1820 قام هانز كريستيان اورستد بعمل تجارب عن انحناء ابرة البوصلة بتاثير التيار الكهربائي. وفي نفس العام كرر اندريه ماري امبير تلك التجربة واثبت ان سلكين يمر فيهما التيار يؤثران بقوى على بعضهما البعض وعرف خلالها الجهد الكهربي والتيار الكهربائي.

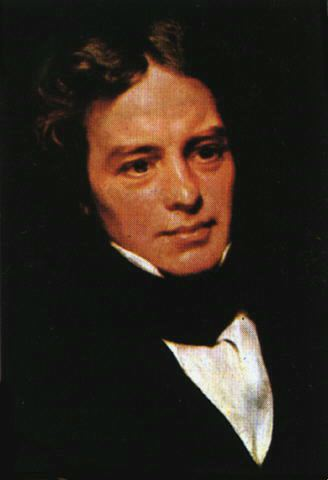
مايكل فاراداي

مايكل فاراداي (ينطق أيضا ميشيل فاراداي) قدم أعمال كبيرة في مجال الفيضين الكهربي والمغناطيسي، وعرف أيضا خطوط المجال. وبناء على أعمال فاراداي قدم جيمس كليرك ماكسويل أعمالا في إكمال نظرية الكهرومغناطيسية والكهروديناميكيةـ وقدم عام 1864 معادلات ماكسويل والتي تعتبر أحد أهم أسس الهندسة الكهربائية.
تطور مجال إنتاج الطاقة الكهربائية والضوء في نفس السنوات أدت لزيادة الطلب على مهندسي كهرباء ذوي تجربة. في نفس الفترة تم الحصول على المؤهلات الهندسية من خلال التخصصات بأطر أعمال هندسية. هذه الطريقة اهلت مهندسو بناء ومهندسو ماكينات لكنها فشلت بان تؤهل مهندسو كهرباء على ضوء تسارع المجال، ولم يكن هناك مهندسو كهرباء يدرسون الموضوع لطلاب هندسه الكهرباء.
بشكل طبيعي مهمة تعليم وتأهيل مهندسو الكهرباء وقعت على عاتق الفيزيائيين، حيث انه لم يكن لاحد اخر العلم بمجال الكهرباء المطلوب والقدرة لتوصيله لأكبر عدد من الطلاب.
المخترعون اعتمدوا على إكتشافات الفيزياء المختلفة، والفيزيائيون هاجموا مشاكل تكنولوجيا ما بين محرك البخار ومشاكل بمجال اضمحلال الإشارات الكهربائية المرسلة عبر التليغراف، مع ذلك قليل جدا هم المهندسون في القرن ال 19 الذين فكروا بالتعليم الاكاديمي في مجال الفيزياء كالطريق الأفضل للنجاح بموضوعهم.
اقسام هندسه الكهرباء في المعاهد التعليمية حافظت على علاقة وطيدة لفترة طويلة مع اقسام الفيزياء بعد ان انقسموا منهم، ونبقى نلاحظ حتى المراحل المتقدمة ان الفرق ما بين أبحاث الفيزياء وهندسه الكهرباء تكاد لا ترى.
فيليب رايس اخترع عام 1860 الهاتف في معهد جارنيير في فريدريكسدورف إلا أن اختراعه لم ينل القدر الكافي من الاهتمام، إلى أن «اخترع» ألكسندر غراهام بيل عام 1867 أول هاتف قابل للتسويق ونجح بالفعل في تسويقه.
في اطار هندسة التيار العالي يعتبر فيرنر فون سيمنس أحد أهم الاعلام حيث اكتشف عام 1866 مبدأ الدينامو وبنى به أول مولد كهربي وبذلك أصبحت الكهرباء وللمرة الأولى متاحة للاستخدام وبكميات كبيرة. وفي العام 1876 اخترع توماس إديسون مصباح خيط الكربون مما اعطى الكهرباء دفعة كبيرة إلى داخل المجتمع المدني.
في نفس الوقت عمل نيكولا تسلا وميكايل فون دوليفو-دوبروولسكي على تطوير التيار المتردد والذي يعتبر أساس الطاقة إلى يومنا هذا.

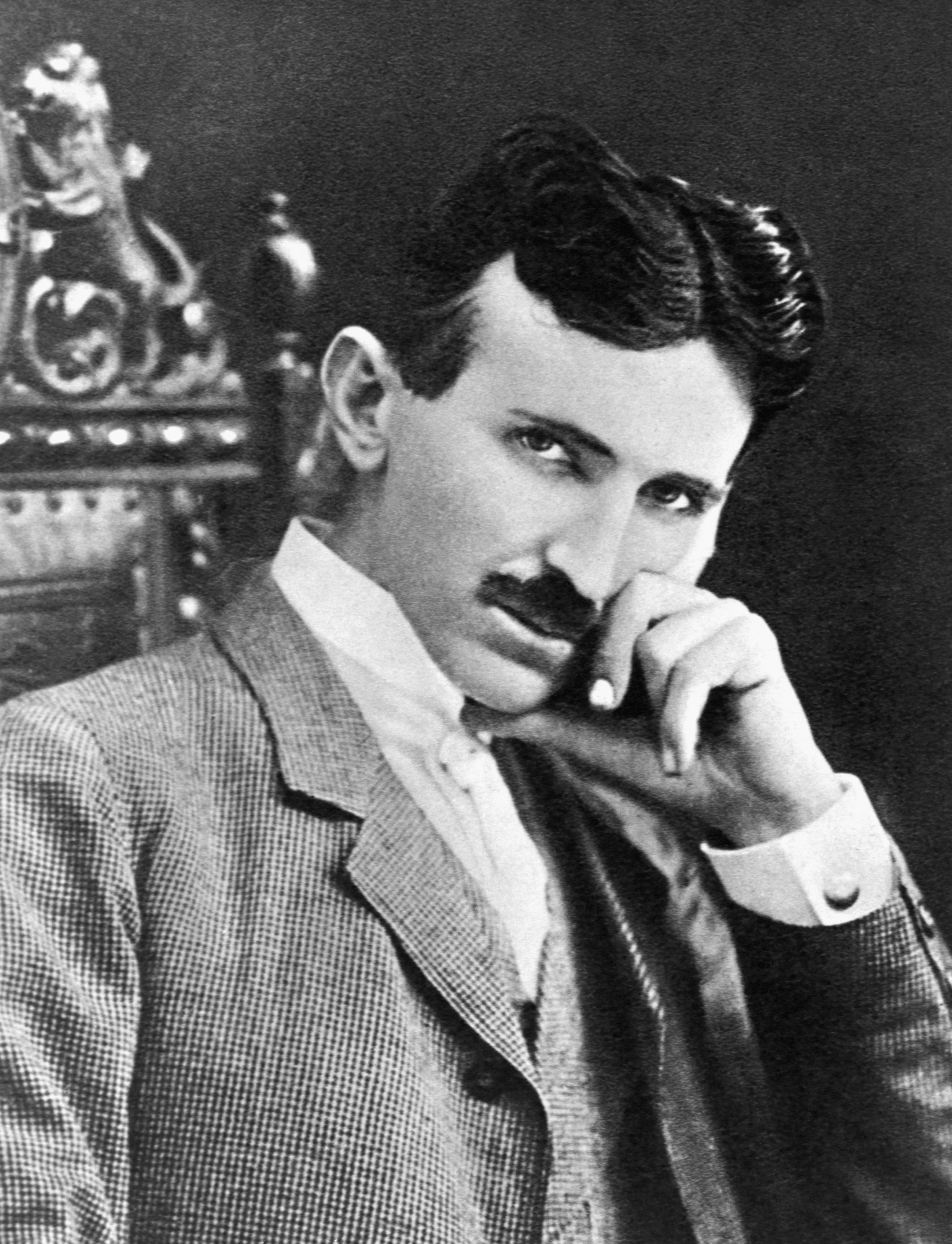
عرض الصورة بك

في العام 1883 أسس ايراسموس كيتلر تخصص الهندسة الكهربائية في جامعة دار مشتات التقنية في ألمانيا (TU-Darmstadt) لتصبح أول مرة تدرس فيها في العالم. واستمرت الدراسة لمدة أربع سنوات ليتخرج الطالب بلقب مهندس كهربائي.
استطاع هاينريش رودولف هيرتز في العام 1884 اثبات معادلات ماكسويل عمليا، واثبت وجود الموجات الكهرومغناطيسية ليصبح بذلك مؤسس علم النقل اللاسلكي للإشارات ومؤسس هندسة الاتصالات.
في عام 1896 شغل غوغليلمو ماركوني أول محطة إرسال لاسلكية على مسافة 3 كم، وبناء على أعماله أصبحت في العام 1900 أولى محطات الإرسال والاستقبال الراديوي متوفرة تجاريا. عام 1905 اخترع جون فليمينغ أول صمام ثنائي، ليتبعه عام 1906 روبرت فون ليبن ولي دو فوريس بالصمام الثلاثي. والتي أعطت مهندسي الاتصالات زخما جديدا كعنصر لتقوية الإشارة.
جون لوجي بيرد اخترع عام 1926 أول جهاز تلفاز ميكانيكي بسيط، وفي عام 1928 التلفاز الملون. وفي نفس العام تمت أول عملية بث للتلفاز عبر المحيط من لندن إلى نيويورك. وفي العام 1931 قدم مانفريد فون اردينه أو تلفاز كهربائي على أساس اسطوانة أشعة الكاثود.
عام 1942 قدم الألماني كونراد تسوزه أول حاسوب كامل الوظائف تحت مسمى Z3، ليلحقه في العام 1946 جون ايكرت وجون ماوكلي بجهازهما ENIAC اختصارا لـ«الحاسوب والمكامل العددي الإلكتروني» (Electronic Numerical Integrator and Computer) ليعلن رسميا عن زمن الحاسوب، الأمر الذي قدم خدمات كبيرة للمؤسسات العلمية مثل ناسا التي اعتمدت الحواسيب لدعم برنامجها أبولو.
اختراع الترانزيستور على ايدي وليام شوكلي، جون باردين ووالتر براتاين عام 1947 في معامل بيل فتح امام الجميع افاق جديدة في تقنية اشباه الموصلات والدوائر المتكاملة وسمح للمصنعين بتصغير حجم الأجهزة بشكل دراماتيكي.
في العام 1958 اخترع جي سي ديفول وجاي انغلبرجر أول روبوت صناعي ليستخدم عام 1960 لأول مرة في مصانع جينرال موتورز.
وفي معامل شركة انتل الأمريكية اخترع مارشيان هوف في العام 1968 أول معالج دقيق بطلب من شركة يابانية لتصميم جهاز حاسب صغير الحجم ليتم في العام 1969 تصنيع أول معالج دقيق تحت اسم (intel 4004).
قامت شركة فيليبس عام 1978 بتصنيع أول قرص مدمج CD لتخزين البيانات رقميا، وبعد تعاون مع شركة سوني نتج عام 1982 القرص المدمج الصوتي Audio-CD لينتج في النهاية نسق الـ CD-ROM في عام 1985.

## نظام التعليم
يتطلب الحصول على شهادة جامعية أو بكالوريوس في الهندسة الكهربائية غالبا 5 سنوات. تختلف طريقة تخصيص المواد والتدريس باختلاف هذه الجامعات فمثلا هناك جامعات عربية تبدأ بتخصيص السنة الأولى لإعادة التأهيل تحت اسم (تمهيدي) ثم تلحق بسنتين تخصص كهرباء عام وبعدها سنتين تخصص شعبة (قوى، اتصالات وإلكترونيات أو حاسوب وتحكم مثلا). يتوزع المنهج الدراسي للهندسة الكهربائية بشكل مشابه للسياق الاتي:
- في السنة الأولي من الدراسة يتم تأهيل الطالب الجامعي بنظرة سريعة لكل ما تم دراسته خلال المراحل الدراسية قبل الجامعة. يشمل هذا التركيز على الرياضيات، الفيزياء، الكيمياء بالدرجة الأولى بالإضافة لبعض المواد المتطلبة.
- في السنوات الأولى التخصصية للكهرباء يبدأ التركيز على كل من القوانين الكهربائية وتحليل الدوائر المختلفة والشبكات الكهربائية، مقدمة إلى الإلكترونيات، والحاسوب بشكل عام. أثناء دراسة هذه المواد تظل الرياضيات متطلبا أساسيا لدعم الدوال والمعادلات الرياضية وتطبيقاتها بشكل خاص وغالبا ما تكون مشاركة مع تخصصات أخرى كالهندسة الميكانيكية، الهندسة المدنية مثلا.
- في السنوات التخصصية التالية يبدأ توزيع مواد أخرى جديدة ولكن تختلف باختلاف الشعب في قسم الهندسة الكهربائية. فمثلا يبدأ قسم القوى والطاقة بالتشعب أكثر في مجال الضغط العالي، المحولات وشبكات التوزيع بينما يركز قسم الإلكترونيات والاتصالات أكثر على أنظمة الاتصالات والتراسل التماثلي والرقمي بنوعية السلكي واللاسلكي، الإذاعة والتلفاز، والأقمار الاصطناعية (الساتل). من ناحية أخرى يهتم قسم الحاسوب بأنظمة التحكم المنطقي، البرمجة، أنظمة التشغيل، وشبكات الحاسوب. بالمثل قد تتواجد مواد مشاركة بين الشعب المختلفة في قسم الكهرباء مثل التحكم الخطبي ونقل الإشارة.

عند إنهاء الطالب لفترة الدراسة الجامعية بنجاح يحصل على شهادة جامعية بدرجة بكالوريوس ويطلق عليه عمليا (مهندس) ملحقا به التخصص مثل مهندس كهرباء، مهندس إلكترونيات..إلخ. بعد ذلك يمكن للمهندس أن يبحث عن وظيفة تتناسب مع مجاله أو أن يبدأ مشاريعه الخاصة أو حتى الاستمرار في الدراسة. في الحالة الأخيرة يبدأ المهندس مرحلة دراسية جديدة تسمى الدراسات العليا، الماستر أو الماجستير وتكون عادة لسنتين. لا تتوقف الهندسة الكهربائية عند هذه المرحلة فقط ولكن يمكن أيضا لمن أكمل دراسة الماجستير وناقشها بنجاح أن يبدأ مرحلة جديدة تسمى الأستاذية أو الدكتوراة ويطلق عليه عند الانتهاء منها بالأستاذ أو البروفسور وهي أعلى مراتب الدراسة. نظرا لالتباس المصطلح «أستاذ» مع مصطلح مدرس ولأن هذه الكلمة تضع البروفسور في موقف محرج نوعا ما أُبدِّلَت بكلمة «أستاذ دكتور» أو تختصر إلى «أ.د». يمكن للبروفسور أن يناقش أبحاثا، يدرس في جامعة أو حتى يؤلف كتبا جامعية.

## الأدوات والعمل في هذا العلم
من نظام تحديد المواقع العالمي لتوليد الطاقة الكهربائية، ساهم مهندسو الكهرباء في تطوير مجموعة واسعة من التكنولوجيات. حيث انهم يقومون بتصميم وتطوير واختبار والإشراف على النظم الكهربائية والأجهزة الإلكترونية. على سبيل المثال، فهم يمكنه العمل على تصميم أنظمة الاتصالات السلكية واللاسلكية، وتشغيل محطات توليد الطاقة الكهربائية، وتزويد الإضاءة والأسلاك للمباني، وتصميم الأجهزة المنزلية أو التحكم الكهربائي في الآلات الصناعية.

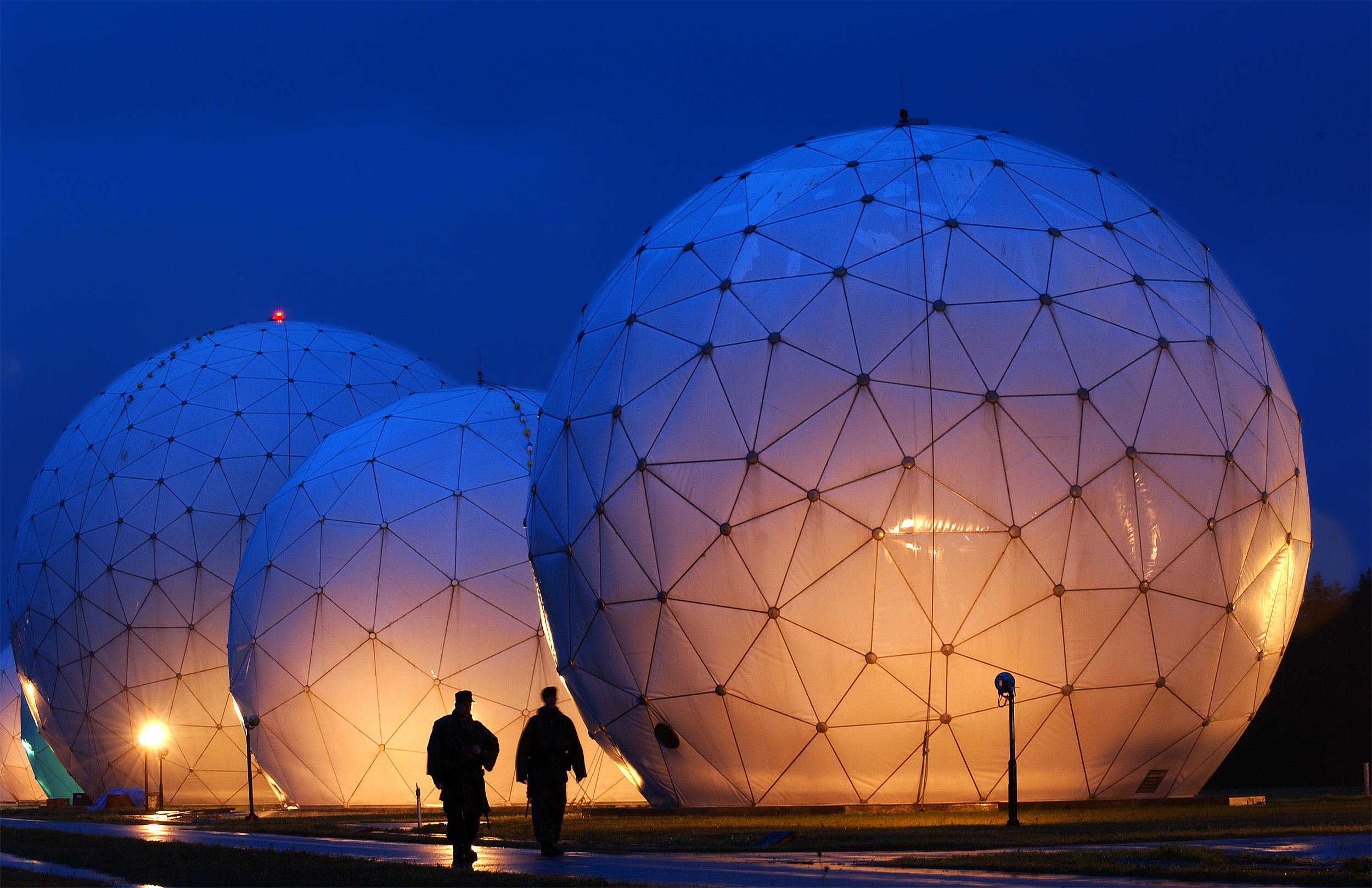
الاتصالات بأقمار الفضاء هي واحدة من العديد من المشاريع التي يمكن لمهندس الكهرباء ان يعمل بها

ويعتبر كلا من الفيزياء والكيمياء من العلوم الأساسية الهامة في هذا المجال حيث أنها تساعد على تعلم الوصف الكيفي والكمي لكيفية عمل هذه الأنظمة. وغالبا ما يتم انجاز الأعمال الهندسية عن طريق الكمبيوتر ومن الشائع استخدام برامج تصميم بمساعدة الكمبيوتر عند تصميم الأنظمة الإلكترونية. ومع ذلك، فإن القدرة على رسم الأفكار لا تزال لا تقدر بثمن من أجل التواصل مع الآخرين بسرعة.
على الرغم من أن معظم المهندسين الكهربائيين يمكنهم فهم نظرية الدوائر الأساسية (وهي العلاقة بين عناصر مثل المقاومات والمكثفات، الثنائيات والترانزستورات وأدواه الحث في الدائرة)، إلا أن النظريات التي يستخدمها المهندسون عموما تعتمد على العمل الذي يقومون به. على سبيل المثال، ميكانيكا الكم وفيزياء الحالة الصلبة قد تكون هامة للمهندسين الذين يعملون على VLSI(تصميم الدوائر المتكاملة) ولكن لا تمت بصلة إلى المهندسين الذين يعملون مع الأنظمة الكهربائية العانية. وكذلك قد تكون غير مناسبة لشخص يعمل على تصميم نظم الاتصالات السلكية واللاسلكية التي تستخدم مكونات أخرى. ولعل أهم المهارات الفنية لمهندسي الكهرباء والتي يتم التركيز عليها في المناهج الجامعية، المهارات العددية، ومحو الأمية الحاسوبية والقدرة على فهم اللغة والمفاهيم الفنية التي تتصل بالهندسة الكهربائية.
و بالنسبة للكثير من المهندسين فإن العمل الفني يمثل نسبة ضئيلة من العمل الذي يقومون به. حيث انهم يقضون معظم الوقت في تنفيذ مهام مثل مناقشة المقترحات مع العملاء، وإعداد الميزانية وتحديد الجداول الزمنية للمشروع. يعمل العديد من كبار المهندسين في إدارة فريق متكامل من الفنيين اوالمهندسين وغيرهم ولهذا فان اكتساب مهارات إدارة المشروع شيء هام جدا. معظم المشاريع الهندسية تشتمل على شكل من اشكال التوثيق ولهذا فان اكتساب مهارات الاتصال الكتابي هام جدا.
وتختلف بيئة العمل بالنسبة لمهندسي الكهرباء باختلاف العمل الذي يقومون به. فيمكنك ان تجد مهندسي الكهرباء في مختبر أحد المصانع أو مكتب أحد الشركات الاستشارية أو أحد المواقع في منجم. خلال حياتهم العملية، قد تجد مهندسي الكهرباء يقومون بالإشراف على مجموعة كبيرة من الأفراد بما في ذلك العلماء، والكهربائين، ومبرمجي الكمبيوتر ومهندسين آخرين.

## تخصصات هندسة الكهرباء
التقسيم الكلاسيكي للهندسة الكهربائية كان هندسة تيار الجهد العالي والتي تعرف اليوم بهندسة الطاقة وهندسة المحركات والقسم الآخر هندسة تيار الجهد المنخفض والتي تطورت لتصبح هندسة الاتصالات. إضافة إلى ذلك فقد اوجدت مجالات هندسية جديدة في اطار هندسة الكهرباء ومنها هندسة القياسات، هندسة التحكم والالكترونيات، والهندسة الطبية والحيوية.
ومع الوقت وازدياد التطور فقد اضيف لكل فرع من هذه الفروع العديد من المجالات الجديدة، وفي يومنا هذا أصبح من الصعب الاستغناء عن المعدات الكهربائية في معظم مجالات الحياة. ليس بالضرورة أن تكون الأقسام التالية فروع من الهندسة الكهربائية نظرا للاختلاف بين نظام الجامعات في كل من الولايات المتحدة الأمريكية وأوروبا، ولكن لهذه التخصصات علاقة بشكل أو باخر بالهندسة الكهربائية. وتعد أحد أشهر المجالات في الهندسة.

### هندسة الطاقة

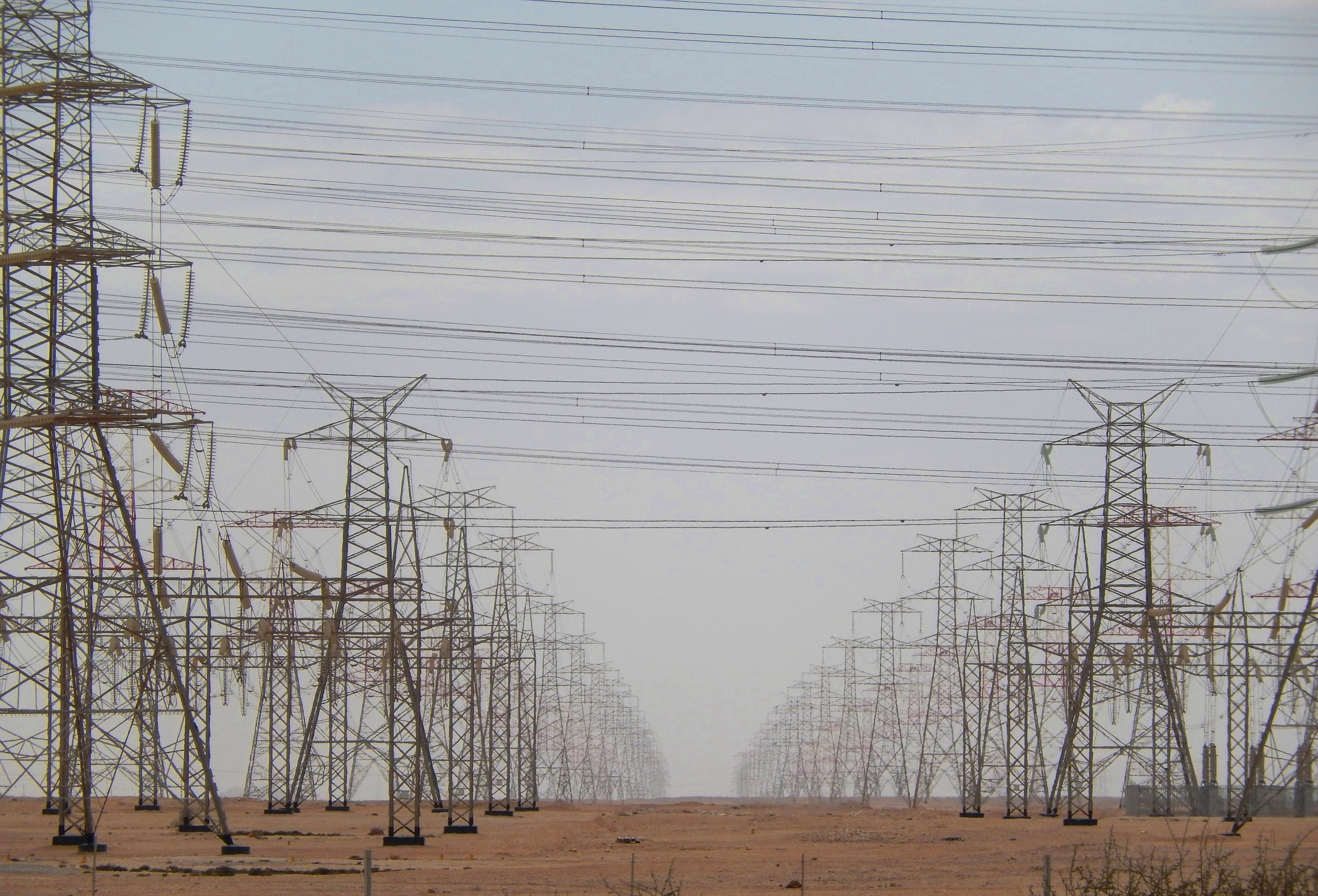
خطوط مد كهربية

تهتم هندسة الطاقة بإنتاج ونقل وتحويل الطاقة الكهربائية عن طريق تصميم أجهزة كالمحولات والمولدات والمحركات الكهربائية. معظم حكومات العالم توزع الكهرباء عن طريق بناء محطات كهرباء بها مولدات، هذه المولدات تولد الطاقة الكهربائية ثم توزعها على المستهلكين. يعمل مهندسو الكهرباء على تصميم وصيانة محطات الكهرباء.

### هندسة المحركات
تعمل هندسة المحركات على تحويل الطاقة الكهربائية بواسطة آلات كهربائية (محركات كهربائية) إلى طاقة ميكانيكية. وتعتبر هندسة المحركات ذات أهمية عالية لتقنيات الأتمته حيث أن الكثير من المحركات الميكانيكية يتم تشغيلها كهربائيا. وتلعب الهندسة الالكترونية دورا مهما في اطار هندسة المحركات، من ناحية في مجال التحكم بالمحركات، ومن ناحية أخرى في مجال تخفيض الاستهلاك إلكترونيا.
و المحركات الكهربائية المعروفة تعمل على استخدام قطبين كهربائيين وركيزة مركزية فتبدأ الركيزة بالدوران عند تضاد القطبين مع بعضهما.

### هندسة الاتصالات
بمساعدة هندسة الاتصالات يتم نقل المعلومات عن طريق النبضات الكهربائية أو الموجات الكهرومغناطيسية من المرسل إلى مستقبل واحد أو عدة مستقبلين. ومن اهتمامات هندسة الاتصالات ايصال المعلومة مع اقل قدر من الخسائر في البيانات، وكذلك أيضا نظم معالجة الإشارات كالتشفير، فك التشفير والتنقية وتعتبر إحدى الدراسات المتوقع تأثيرها على مستقبل الطاقة في العالم.

### هندسة الإلكترونيات
تهتم الهندسة الإلكترونية بتطوير وتصنيع واستخدامات المكونات الالكترونية مثل مكثف، مستحث وعناصر اشباه الموصلات كالصمام الثنائي والترانزيستور.
المايكرو إلكترونيك، أحد فروع الهندسة الإلكترونية التي تهتم بتطوير الدوائر المتكاملة (IC) من المواد أشباه الموصلات. مثال على الدوائر المتكاملة: المعالجات.
لا يعتبر المكثف والملف قطع إلكترونية وانما قطع كهربائية ومع ذلك فهي جزء هام في تكوين الدوائر الإلكترونية مثل دوائر الرنين المستخدمة في الإرسال والاستقبال، ودوائر الموائمة الإلكترونية والشبكات التحليلية.

### هندسة الحاسوب
ما زالت هندسة الحاسوب في بعض الأنظمة الجامعية تعد إحدى شعب الهندسة الكهربائية إلا أنها لم تعد تأخذ المفهوم التقليدي المتعارف في الأربعينيات حين كانت أغلب مكونات الحاسوب موصلات كهربائية ذات أعداد هائلة. أصبح مفهوم هندسة الحاسوب متشعبا في عدة مجالات منها التصميم والصيانة، البرمجة، الأنظمة والشبكات.
لكن مع التطورات الإلكترونية الهائلة أصبح تخصص هندسة الحاسوب يتطور شيئا فشيئا مع الاحتفاظ برونقه الكهربائي، لكن باستقلالية معينة لهذا الفرع الهندسي.

### هندسة التحكم الآلي والأتمتة الصناعية
تقوم الأتمتة (التحكم الآلي) على توظيف تقنيات التحكم والقياس والتقنية الرقمية لتحويل خطوات العمل اليدوية إلى ذاتية التحكم. وتعتبر هندسة التنظيم أحد أهم فروع الأتمتة حيث تستخدم على سبيل المثال في تثبيت عدد دورات المحركات الكهربائية، أو في أنظمة الطيار الآلي وأيضا في أنظمة الثبات في السيارة مثل ESP لمنع الانزلاق، وكذلك التحكم بحرارة الثلاجات المنزلية، ومراقبة العمليات الصناعية. وقد تجعل الأتمتة من خواص نظام القدرة الكهربائية حيث يتم التحكم بجميع عناصر شبكة القدرة من محولات ومولّدات وأجهزة حماية وأنظمة قياس عن بعد وبطريقة آلية.

### الهندسة الكهربائية النظرية
تقوم الكهربائية النظرية بايصال القواعد النظرية والاوصاف والشروحات الفيزيائية المستفادة من علم الكهرباء. وتنقسم إلى عدة أقسام منها نظرية الفيض لنقاش معادلات ماكسويل ونظرية الدوائر لتحليل الدوائر.

### هندسة الإشارة
هندسة الإشارة هو المجال الذي يعنى بتحليل وتغيير الإشارات. يوجد نوعين من الإشارات: تناظرية ورقمية. معالجة الإشارات يتطلب مهارات رياضية عالية. معالجة الإشارات لها تطبيقات عديدة في مختلف المجالات مثل الهندسة الطبية، هندسة الأصوات، الرادارات، هندسة الاتصالات وغيرها الكثير. غالبا ما يتم استبدال أنظمة الإشارات التناظرية بأنظمة الإشارات الرقمية. هذا النوع من الأجهزة موجود في العديد من الآلات التي نستخدمها كل يوم مثل التلفاز والراديو وأجهزة الهواتف النقالة. يتم استخدام الحاسوب غالبا في معالجة الإشارات. الهدف من هذه الإشارات هو نقل المعلومات من شخص إلى آخر، كما هو الحال عند التكلم على الهاتف.